# 侯塘古寺
侯塘古寺，位于山东省枣庄市台儿庄区张山子镇侯塘村，是中华人民共和国山东省文物保护单位之一。
2006年12月7日，授予山东省文物保护单位，是一座古建筑。